# UFC on Fox: Maia vs. Condit
UFC on Fox: Maia vs. Condit var en MMA-gala som arrangerades av Ultimate Fighting Championship och ägde rum 27 augusti 2016 i Vancouver i Kanada. 

## Resultat
1. ↑  Catchweight 159 lbs.'"`UNIQ--ref-00000004-QINU`"'